# Edvard Lundquist

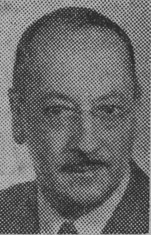
Edvard Lundquist.

Edvard Herman Görgodt Lundquist, född 10 augusti 1888 i Lycksele, död 9 januari 1954 i Västerås, var en svensk arkitekt.
Efter studentexamen i Stockholm 1909 fortsatte Lundquist vid Kungliga Tekniska Högskolan 1909–1913, Kungliga Konsthögskolan 1914–1915 och med studier i konsthistoria vid Stockholms högskola 1916–1920. Från 1913 var han praktiserande arkitekt och arbetade ett tiotal år hos Isak Gustaf Clason och arbetade där bland annat med Timmermansorden och rådhusen i Södertälje och Norrköping. Från 1929 tjänstgjorde han som arkitekt utom stat vid Byggnadsstyrelsen. Han verkade som länsarkitekt i Västerbottens och Västernorrlands län 1920–1936. Mellan 1936 och 1944 var han biträdande länsarkitekt i Kopparbergs och Västmanlands län för att sedan fram till 1950 inneha tjänsten som länsarkitekt.
Lundquist står bakom flera stads- och byggnadsplaner. I Lappland utformade han ritningarna till Björksele kyrka (1929) och till Dorotea kyrka (1933–1934) (vilka bearbetades av Evert Milles). Han ledde restaureringarna av ett flertal landskyrkor och har vidare utformat begravningsplatser och kapell. I Umeå ritade han Lantmäterikontorets byggnad (1923) och Läkarvillan (1929). Han står även bakom landsstatshuset i Västerås och tillbyggnaden av landsstatshuset i Härnösand. Han står bakom Centralskolan i Hallstahammar (1947) och Sveriges ambassad i Canberra (1951).

## Bilder

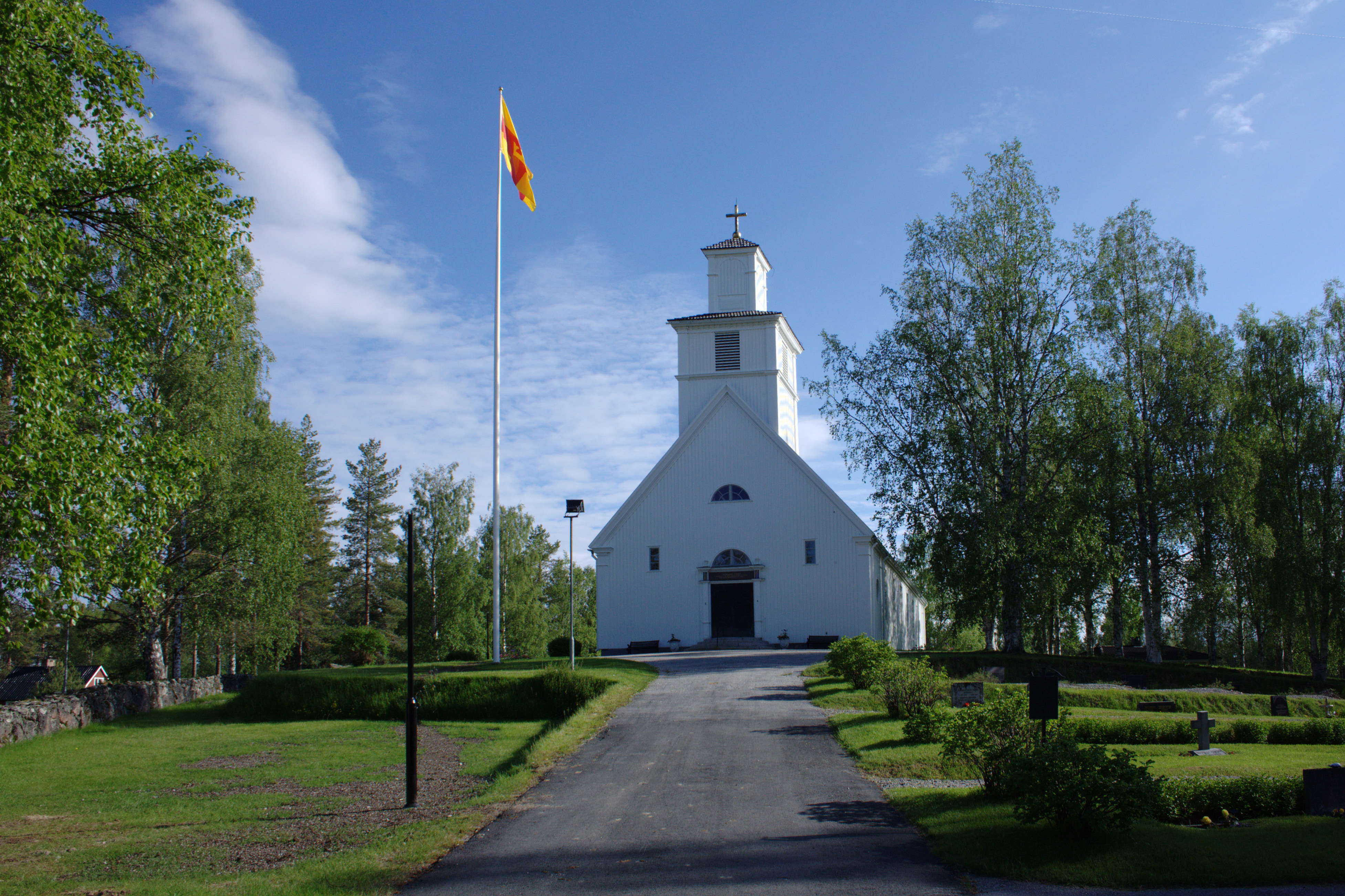
Björksele kyrka.
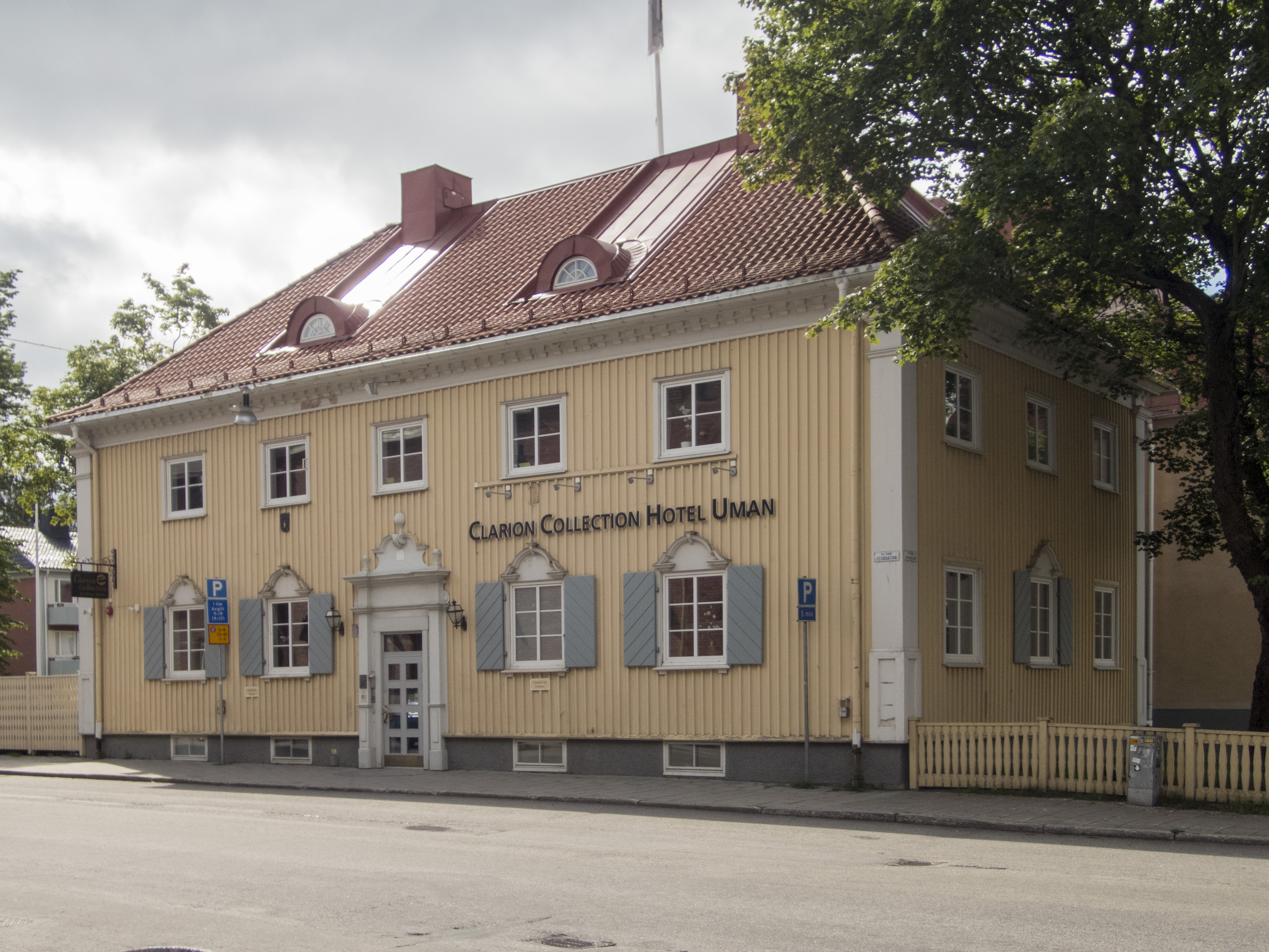
Läkarvillan, Umeå.
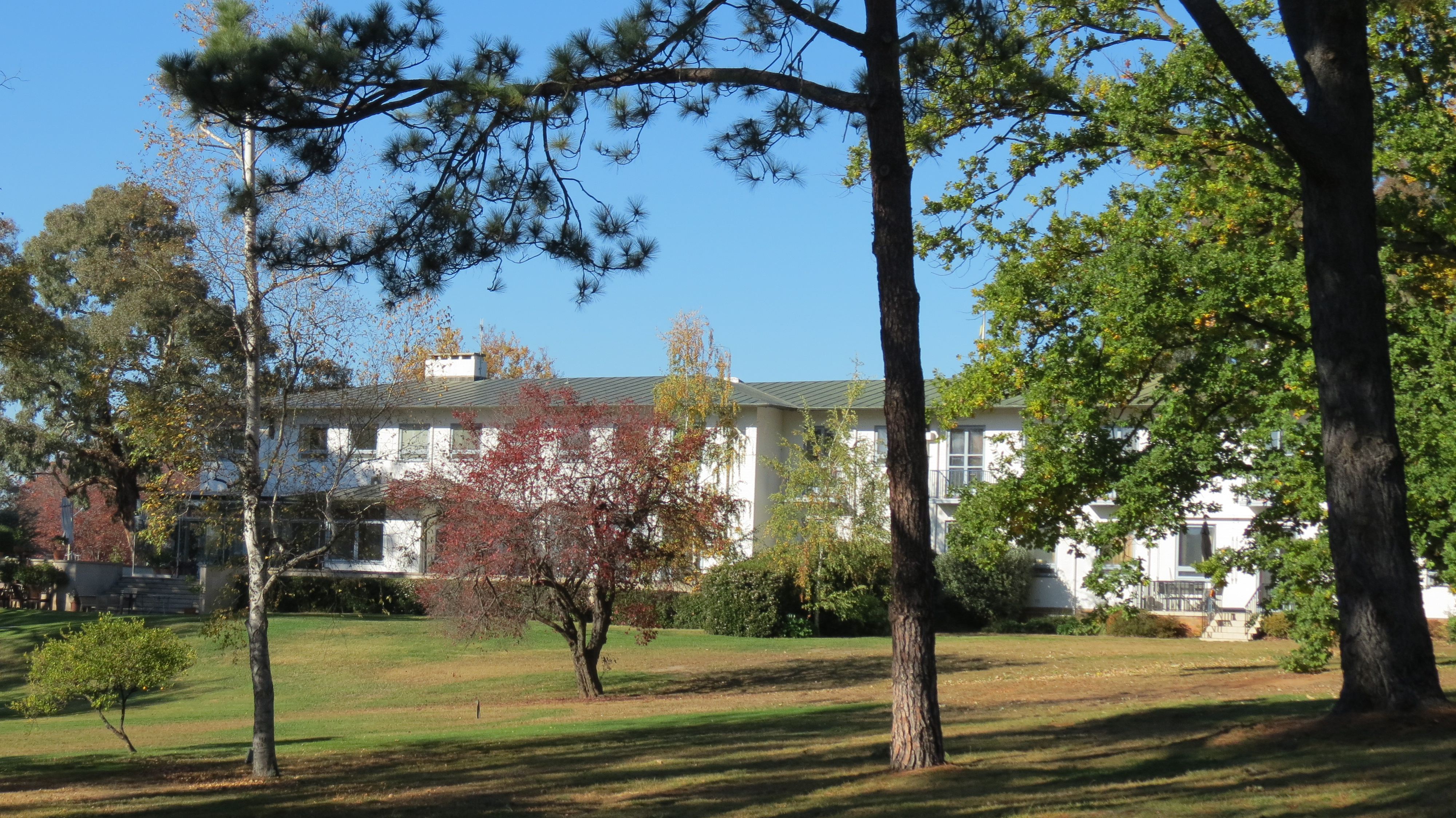
Sveriges ambassad i Canberra.